# Onze-Lieve-Vrouw van Lambroeckkapel

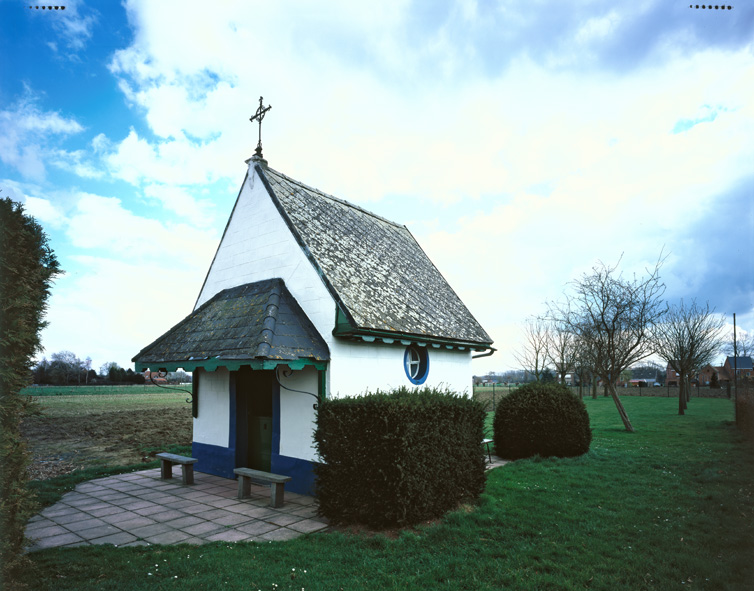
Onze-Lieve-Vrouw van Lambroeckkapel

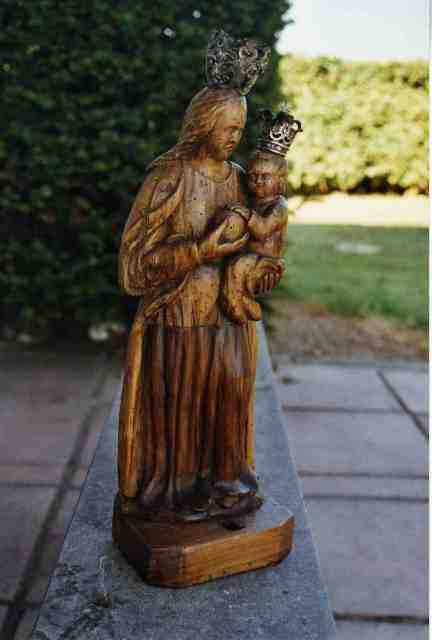
Het Mariabeeld

De Onze-Lieve-Vrouw van Lambroeckkapel (ook: Koortskapel) is een kapel in de tot de Oost-Vlaamse gemeente Dendermonde behorende plaats Oudegem, gelegen aan de Lambroeckstraat.

## Geschiedenis
De kapel werd gebouwd in 1671, maar in de 18e eeuw werd hij getroffen door brand. Het in de kapel aanwezige Mariabeeld bleek door de brand ongeschonden. In 1763 werd de kapel herbouwd. Een chronogram in de kapel luidt: CoMt hIer DICkWiLs. Sindsdien werd de kapel een oord voor bedevaartgangers en het doel van een jaarlijkse processie.

## Legenden
Volgens een legende bevond zich een Mariabeeld in een eik. Dit beeld werd door de gelovigen vereerd en zij kwamen op het idee om het in de kerk te plaatsen. De volgende ochtend begonnen de klokken van de kerk vanzelf te luiden en bleek het beeld zich weer op de oude plaats te bevinden. Daarom werd op die plaats een kapel gebouwd.
Volgens een andere legende werd een eik geveld en de houthakker bemerkte dat zich hierin een Mariabeeldje bevond. Dit werd in de tuin van de pastoor geplaatst. De volgende ochtend was het beeldje verdwenen en stond het weer op de oude plaats. De pastoor bracht het toen naar de kerk. Die nacht woedde er een onweer en waren de paden modderig. De volgende ochtend werd het beeldje weer op de oorspronkelijke plaats gevonden, bespat met modder. Hieruit bleek dat het beeldje op eigen kracht terug was gegaan en men besloot hier een kapel te bouwen.

## Gebouw
Het betreft een gebouw op rechthoekige plattegrond met vlakke koorsluiting. Een opvallende luifel bevindt zich bij de ingang, waar zich een paneel bevindt met de tekst: In alle nood aanroep de Heilige Maeght, komt Eva’s kinders met’er spoed, komt en Gods lieve Moeder groet, opdat Z’u in dit traenendal, bewaerd van allen ongeval, vereerd her met een ragsche hand, uyt liefd’tot Haer een offerhand!

## Interieur
De binnenruimte wordt overkluisd door een tongewelf. De kapel bezit een houten Mariabeeldje dat mogelijk tot de 17e eeuw terug gaat. Het gepolychromeerd houten portiekaltaar is vermoedelijk 18e-eeuws.